# 四川菥蓂
四川菥蓂（学名：Thlaspi flagelliferum），为十字花科菥蓂属下的一个种。

## 扩展阅读
維基物種上的相關：四川菥蓂